# 广州东南西环高速公路有限公司
广州东南西环高速公路有限公司是位于中国大陆的一间已解散公司，曾负责管理广州环城高速公路的东、南、西环路段。广州东南西环高速公路由广州市通达高速公路有限公司、香港长江实业有限公司和合和實業有限公司合作兴建，合作期为36年5个月，至2032年1月。
2007年8月，广州通达收购另外两间香港公司所持的全部股权，企业所有制由中外合资企业变成国有企业，该路段的收费也随即停止。2012年7月，广州东南西环高速公路有限公司正式注销并不复存在。

## 公路概况

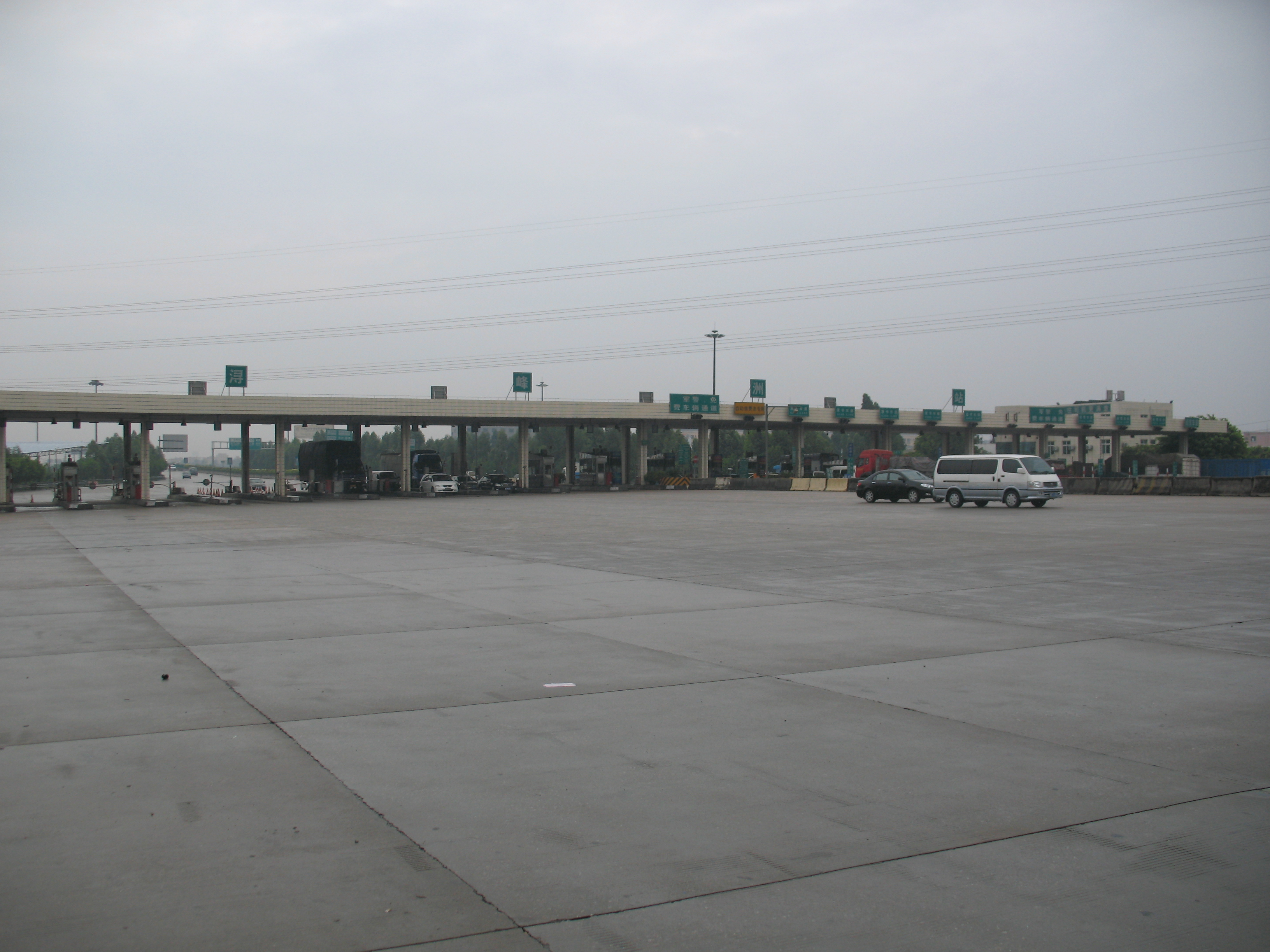
与北环高速相连的浔峰洲站

广州东南西环高速公路项目是广州市“九五”计划的重点投资项目。公路东起广州氮肥厂北测，经世界大观，跨广深铁路、广园快速路、中山大道、黄埔大道，在北帝沙岛跨越珠江北航道，经新州畜牧场，向西转入南环；南环经石榴岗、沥滘，在丫髻沙岛跨越珠江南航道、经东朗、广中公路到南丫、转向北进入西环；西环经增漖，跨花地河、广三公路、广佛公路、黄岐街道、盐步街道，跨越珠江支流水口涌到沙贝岛沙凤村与北环闭合成环。全长38公里，双向六车道、两侧均设紧急停车带，设计时速100公里。目前全线有11座互通立交，3座特大桥（东圃大桥、丫髻沙大桥、黄岐大桥），总投资45亿元人民币。其管理中心位于广州大道南，三窖站旁。收费时期采用入口发卡，出口收费的方式。

## 发展历史

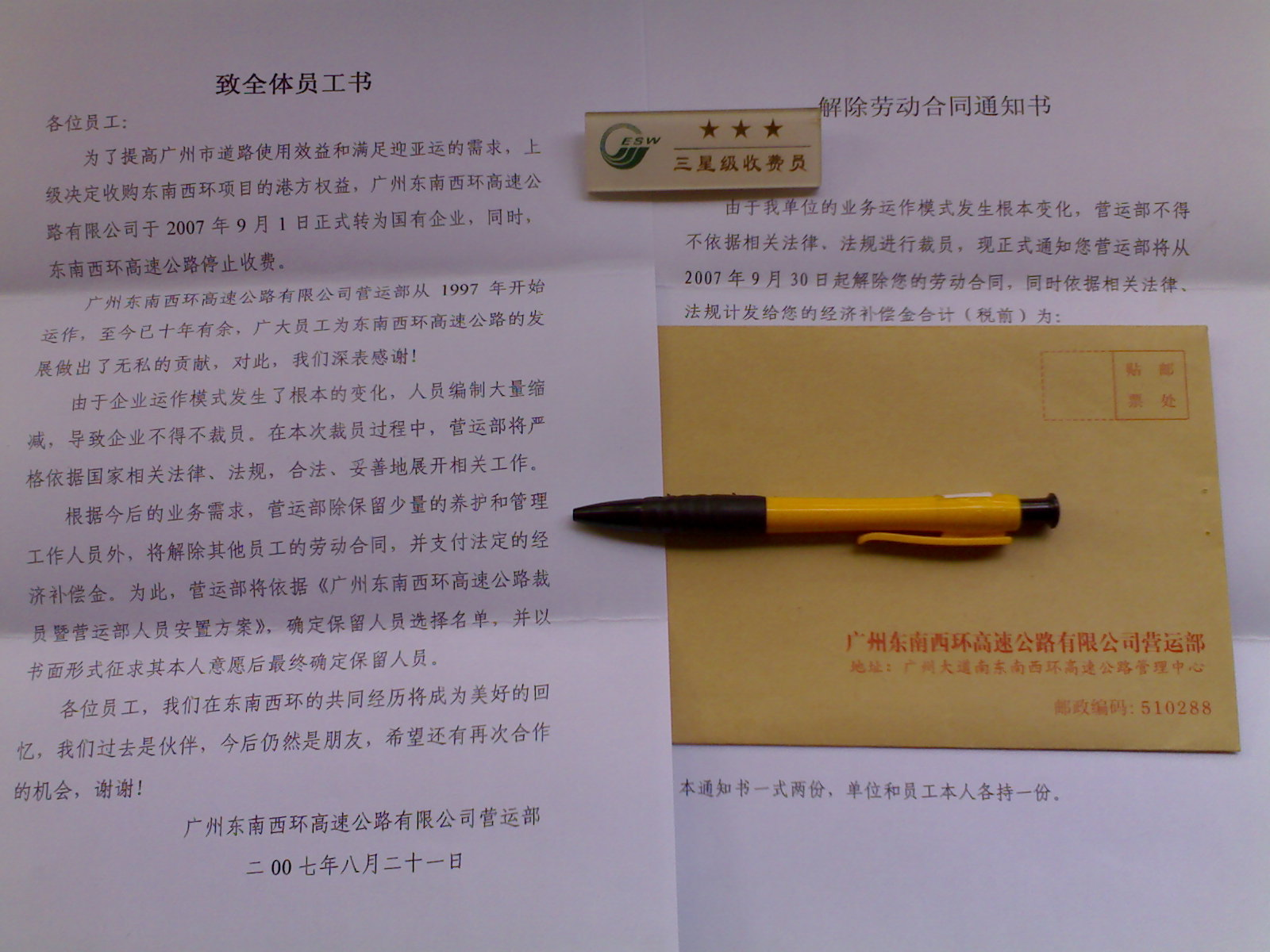
裁员时分发给员工的信件

其主体部分广州东南西环高速公路有限公司营运部于1997年5月1日成立，10月18日开通黄村至东圃路段。1999年2月12日东南环段通车，沿线设有黄村、东圃、新州、仑头、土华、三滘六站；12月2日西南环段通车，沿线设有浔峰洲、黄岐、增教、海南四站。次年6月26日，丫髻沙大桥贯通，东南西环高速公路全线通车。2003年10月22日，最后一个立交东沙站建成通车。其中新州、三滘两站对外的车收取广州城市路桥隧道通行费年票制的次票。2006年由于广州城市快捷路、佛山一环等免费道路开通，车流明显下降。2007年8月，广州通达收购长江基建和合和公路基建所持该高速公路的股份，广州东南西环高速公路有限公司转为国有企业。8月21日召开职工代表大会，向员工通告企业重大事项及公布裁员暨人员安置方案，涉及全体员工共519人（不含3名经理），被裁减约480人。9月21日停止收取东南西环高速的通行费，30日被裁员工离职。未来计划兴建多处立交和匝道，方便车辆通行。

## 沿途交汇道路及邻近建筑
- 顺序以黄村站为起点，顺时针排列
- 黄村站：北环高速、廣深高速公路、广汕公路、广州经济技术开发区、广州科学城、世界大观、航天奇观、广东奥林匹克体育中心
- 東圃站：广园快速路、中山大道、黃埔大道、大观路、东圃客运站
- 新洲站：新港东路、广州国际会议展览中心、地铁四号线、八号线万胜围站
- 侖頭站：南沙港快速路、广州城市快捷路
- 土華站：主线：華南快速幹線，小口：小洲村、广州大学城、瀛洲生态公园
- 三滘站：廣州大道、南洲路、东晓南路高架、洛溪大橋、海珠客运站、原广州东南西环高速公路有限公司管理中心
- 东沙站（东行）：东沙开发区
- 南丫站：广珠西线高速公路，海南站：芳村大道、花地大道、广州钢铁厂、广船货运码头、地铁一号线西朗站
- 增漖站：龍溪大道、芳村客运站、广州花卉博览会、地铁一号线坑口站
- 黄岐站：穗盐路、广佛公路、窖口客运站
- 浔峰洲站：主线：北环高速，小口：沙溪、秘冲、金沙洲、金沙洲大桥